# (21919) Luga
(21919) Luga est un astéroïde de la ceinture principale d'astéroïdes.

## Description
(21919) Luga est un astéroïde de la ceinture principale d'astéroïdes. Il fut découvert le 3 novembre 1999 à Socorro (Nouveau-Mexique) par le projet LINEAR. Il présente une orbite caractérisée par un demi-grand axe de 3,07 UA, une excentricité de 0,06 et une inclinaison de 8,3° par rapport à l'écliptique.

## Compléments